# ブレイディー・ラジオ
ブレイディー・ジョン・ラジオ（Brady John Raggio, 1972年9月17日 - ）は、アメリカ合衆国出身の元プロ野球選手（投手）。

## 来歴・人物
球速は140km/h台中盤程度とあまりなく、スリークォーターからのスライダーが主体の投球スタイル。セントルイス・カージナルスでメジャー経験もあるが、大半はマイナー生活だった。
2000年に福岡ダイエーホークスに入団。ダイエーは前年にメジャー経験のないロドニー・ペドラザが入団し、ペドラザが守護神として日本一に大きく貢献したことで、二匹目のドジョウを狙ったこと、また当時の親会社の経営状況から、年俸が安く済むのが好都合なこともあってラジオの獲得となった。
入団1年目から先発ローテーションに入り、8勝を挙げリーグ優勝に貢献。2001年は開幕から好調であったが、当時左腕に極端に弱かった西武ライオンズ対策として獲得したクリス・ヘイニーとの併用のために二軍落ちした時期もあった。この年は開幕6連勝を飾るなど9勝を挙げる。しかし、2002年はほぼ五分の勝敗は残したものの防御率は5点台半ばに落ち込み、終盤戦は斉藤和巳などの若手起用のために出番がなく、戦力外となった。
帰国後は米球界に復帰し、2003年はアリゾナ・ダイヤモンドバックスでメジャーに昇格した。
2005年に現役を引退した後、石油会社勤務を経て、マイナーAAA級球団・リノ・エーシズの職員を勤めている。
日本では好不調の波が激しい欠点があったが、長年外国人の先発投手に泣かされ続けてきたホークスとしては比較的先発で長く活躍した投手で、2001年のシーズン9勝、通算23勝はラジオの退団時点ではともにホークスの福岡移転後の外国人投手の球団記録であった。その後、D.J.ホールトンが2009年シーズンに11勝、2011年4月20日に通算24勝目を挙げ、ラジオの記録を更新している。
頭に血が上りやすい性格であり、2002年には一軍・二軍双方の試合で退場処分を受けた。
その名前から、ホークス在籍時にはKBCラジオ「KBCジャンボナイター」のイメージキャラクターに起用され、同局のジングルにも登場している。

## 詳細情報

### 年度別投手成績
| 年 度    | 球 団    | 登 板 | 先 発 | 完 投 | 完 封 | 無 四 球 | 勝 利 | 敗 戦 | セ 丨 ブ | ホ 丨 ル ド | 勝 率 | 打 者 | 投 球 回 | 被 安 打 | 被 本 塁 打 | 与 四 球 | 敬 遠 | 与 死 球 | 奪 三 振 | 暴 投 | ボ 丨 ク | 失 点 | 自 責 点 | 防 御 率 | W H I P |
| -------- | -------- | ----- | ----- | ----- | ----- | -------- | ----- | ----- | -------- | ----------- | ----- | ----- | -------- | -------- | ----------- | -------- | ----- | -------- | -------- | ----- | -------- | ----- | -------- | -------- | ------- |
| 1997     | STL      | 15    | 4     | 0     | 0     | 0        | 1     | 2     | 0        | --          | .333  | 151   | 31.1     | 44       | 1           | 16       | 0     | 1        | 21       | 3     | 0        | 24    | 24       | 6.89     | 1.91    |
| 1998     | STL      | 4     | 1     | 0     | 0     | 0        | 1     | 1     | 0        | --          | .500  | 43    | 7.0      | 22       | 1           | 3        | 0     | 1        | 3        | 0     | 0        | 12    | 12       | 15.43    | 3.57    |
| 2000     | ダイエー | 25    | 24    | 1     | 0     | 0        | 8     | 6     | 0        | --          | .571  | 590   | 135.0    | 130      | 12          | 65       | 7     | 3        | 61       | 8     | 2        | 78    | 63       | 4.20     | 1.44    |
| 2001     | ダイエー | 22    | 22    | 2     | 0     | 0        | 9     | 6     | 0        | --          | .600  | 570   | 125.1    | 145      | 11          | 58       | 0     | 10       | 66       | 6     | 2        | 66    | 60       | 4.31     | 1.62    |
| 2002     | ダイエー | 15    | 15    | 0     | 0     | 0        | 6     | 5     | 0        | --          | .545  | 361   | 82.2     | 95       | 9           | 20       | 0     | 4        | 49       | 3     | 2        | 51    | 50       | 5.44     | 1.39    |
| 2003     | ARI      | 10    | 0     | 0     | 0     | 0        | 0     | 0     | 1        | 3           | ----  | 38    | 8.1      | 9        | 1           | 6        | 1     | 0        | 8        | 0     | 0        | 6     | 6        | 6.48     | 1.80    |
| NPB：3年 | NPB：3年 | 62    | 61    | 3     | 0     | 0        | 23    | 17    | 0        | --          | .575  | 1521  | 343.0    | 370      | 32          | 143      | 7     | 17       | 176      | 17    | 6        | 195   | 173      | 4.54     | 1.50    |
| MLB：3年 | MLB：3年 | 29    | 5     | 0     | 0     | 0        | 2     | 3     | 1        | 3           | .400  | 232   | 46.2     | 75       | 3           | 25       | 1     | 2        | 32       | 3     | 0        | 42    | 42       | 8.10     | 2.14    |

- 各年度の太字はリーグ最高

### 記録
NPB
- 初登板・初先発・初勝利・初完投勝利：2000年4月7日、対日本ハムファイターズ1回戦（福岡ドーム）、9回1失点
- 初奪三振：同上、3回表にシャーマン・オバンドーから

### 背番号
- 64 （1997年 - 同年途中）
- 38 （1997年途中 - 同年終了）
- 58 （1998年）
- 36 （2000年 - 2003年）